# نمت
النَمْتُ (نبق كاذب) (الاسم العلمي: Sageretia)، جنس نباتات يتكون من حوالي 35 نوعًا من الجنبات والأشجار الصغيرة من فصيلةالسدرية، موطنها الأصلي في جنوب وشرق آسيا وشمال شرق أفريقيا. أوراقها خضراء صغيرة طولها 1.5-4 سم وجذعها متعدد الألوان. أزهارها صغيرة وغير واضحة. ثمرتها صغيرة يبلغ قطر حسلتها 1 سم.
سُمي الجنس (الاسم العلمي) على عالم النبات الفرنسي أوغست ساجرت.

## أنواع مختارة
- Sageretia brandrethiana
- Sageretia camellifolia
- Sageretia filiformis
- Sageretia gracilis
- Sageretia hamosa
- Sageretia henryi
- Sageretia horrida
- Sageretia laxiflora
- Sageretia lucida
- Sageretia melliana
- Sageretia omeiensis
- Sageretia paucicostata
- Sageretia pycnophylla
- Sageretia randaiensis
- Sageretia rugosa
- Sageretia subcaudata
- Sageretia thea نمت الشاي، يوجد في سيناء، شبه الجزيرة العربية، تركيا، شمال العراق، إيران، أفغانستان، مرتفعات الجبل الأخضر شمال عُمان.
- ساجريتيا ثيزانس

## الزراعة والاستخدام
تستخدم أوراقه في الصين بعض الأحيان كبديل للشاي، وثمرته صالحة للأكل، وإن لم تكن من المحاصيل المهمة. S. theezans،يوجد في جنوب الصين، وهو من الأنواع ذات الشعبية في بونساي. S. paucicostata ، يوجد في شمال الصين، وهو أكثر الأنواع التي تتحمل البرود ة ويزرع في بعض الأحيان في الحدائق في أوروبا وأمريكا الشمالية، على الرغم من أنه لا يعتبر جذاب للغاية بصفة عامة باعتباره نبات تزييني. يتم استخدامه على نحو مشهور كوسيلة لتنظيف وتطهير الجروح والجروح الطفيفة.